# 公共職業安定所
公共職業安定所（こうきょうしょくぎょうあんていじょ、英語: Public employment security office）とは、厚生労働省設置法第23条「国民に安定した雇用機会を確保すること」に基づき目的として国（厚生労働省）が設置する行政機関。略称は職安（しょくあん）、愛称はハローワーク。
民間有料職業紹介事業者（いわゆる「人材バンク」「転職エージェント」など）は求人者から徴収する受付手数料と紹介料を主な収入源とするが、職業安定法は公共職業安定所による手数料・紹介料の徴収を禁じている（規定あり）。
1954年に批准（昭和29年条約第19号）した公的職業安定組織（英：Public employment service）設置を要求する国際労働機関の職業安定組織条約（ILO第88号）に基づく位置づけであり、取締、規制は業務としない。求職者には就職（転職）の相談・指導、適性や希望にあった職業紹介事業、雇用保険の受給手続きを、雇用主には雇用保険、雇用に関する国の助成金・補助金の申請窓口業務や、求人の受理などのサービスを提供する。
なお船員（船舶の乗組員）に関しては船員職業安定法に基づき、国土交通省の地方運輸局（運輸支局、海事事務所など全国57か所）が同様の業務を行う。
本項目では、法令に関連する部分以外では「ハローワーク」の名称を使用する。

## 根拠法
厚生労働省設置法（平成11年法律第97号）第23条第1項に「都道府県労働局の所掌事務（前条第1項の規定により労働基準監督署に分掌された事務を除く）の一部を分掌させるため、所要の地に、公共職業安定所を置く。」、同法第24条第1項に「厚生労働大臣は、公共職業安定所の所掌事務の全部又は一部を分掌させるため、所要の地に、公共職業安定所の出張所を置くことができる。」と規定されている。
厚生労働省組織規則（平成13年厚生労働省令第1号）別表第5に、公共職業安定所（分庁舎を含む）の名称、位置及び管轄区域並びに公共職業安定所の出張所の名称及び位置が示されている。
雇用対策法（昭和41年法律第132号）第2条において、「職業紹介機関」は公共職業安定所（職業安定法 （昭和22年法律第141号）の規定により公共職業安定所の業務の一部を分担する学校の長を含む。）と同法の規定により許可を受けて、又は届出をして職業紹介事業を行なう者と定義されている。
職業安定法（昭和22年法律第141号）第1条において、同法の目的の一つが「公共に奉仕する公共職業安定所その他の職業安定機関が関係行政庁又は関係団体の協力を得て職業紹介事業等を行うこと」であるとされ、同法において公共職業安定所の業務などが規定されている。
独立行政法人高齢・障害・求職者雇用支援機構法（平成14年法律第165号）第20条第1項において、「機構は、その業務の運営については、都道府県労働局、公共職業安定所及び地方公共団体と密接に連絡するものとする。」、第2項において、「都道府県労働局、公共職業安定所及び地方公共団体は、機構に対し、その業務の運営について協力するように努めるものとする。」と規定されている。

## 施設
正式名「○○公共職業安定所」。略称として「職安」「安定所」が広く使われていたが、1990年からは一般公募で選定された「ハローワーク」が主に用いられ、対外的には「ハローワーク○○」と表記される。
厚生労働省設置法による本庁舎のほか、出先機関として、「○○公共職業安定所　□□出張所」、「○○公共職業安定所　□□（分）庁舎」並びに「ハローワークプラザ○○」、「パートバンク」、「職業相談室」、「しごとセンター」及び「ヤングハローワーク」などの他、関連機関に経済産業省（あるいは都道府県や市区町村）の「ヤングキャリアセンター」及び「ジョブカフェ」などがある。
なお、施設により、行っているサービスが異なっている場合がある。

## サービス一覧

### 求職者向けサービス
- 求職手続き（求職申込み、職業相談、職業紹介）
- 雇用保険手続き（失業等給付、就職促進給付、教育訓練給付、雇用継続給付（高年齢者雇用継続、育児休業、介護休業））
- その他のサービス（就職・仕事に関する情報提供、就職に必要な資格・経験・職業訓練コース等の情報提供）

### 事業主（求人者・使用者）向けサービス
- 人材の紹介（求人申込み、応募者紹介）
- 雇用保険の適用（雇用保険被保険者資格の取得・喪失手続き）
- 助成金・給付金の支給
  - 雇用調整を行わざるを得ない事業主向け助成金等[注釈 3]
  - 人を雇用する事業主向け助成金等[注釈 4]
  - 起業や新分野への事業展開を希望する事業主向け助成金等[注釈 5]
  - 能力開発を行う事業主向け助成金等[注釈 6]
  - その他の助成金[注釈 7]
- 雇用管理サービス（募集・採用・配置などに関する相談・援助、高齢者や障害者の雇用管理の援助）
- その他のサービス（労働市場、労働条件などの情報提供等）

## 業務

### 開庁時間
開庁時間は、原則8時30分から17時15分。
土曜日・日曜日・祝日・年末年始は休業日。

### 職業相談
求職者の居住地を管轄するハローワークでなくとも職業紹介・相談業務を利用する事が可能（雇用保険の認定手続きにおけるハローワークを通じた求職活動実績にもカウントされる）で、履歴書の書き方、面接の際の注意点などの基本的なことから、不採用・離職の場合の身の振り方まで、職に関することであれば相談にも応じる。
ただし、雇用保険業務、求人申込み、職業訓練の斡旋、各種助成金については、求職者の居住地・事業所の所在地を管轄するハローワークでの申請が必要。

### 職業紹介の許認可
民営職業紹介事業所（有料・無料）及び労働者派遣事業の許可又は認可及び管理・監督を行う。
現在は各都道府県労働局に専門部門を配置し、その都道府県内の事業所等に関する事業を一括して取り扱うこととなっている。

### 雇用保険事務
職業紹介業務と雇用保険業務は一体のものとしての運用がなされている。
雇用保険の受給にあたっては雇用保険法の規定によりハローワークへの求職申し込みが義務付けられ、受給中の期間においてはハローワークが行うところの職業指導を受けるものとされる。

### 職業訓練の斡旋
「公共職業訓練」として委託する専門学校、都道府県立の職業能力開発校、障害者職業能力開発校などの職業訓練施設で一定の職業能力を身につけるために斡旋するものであり、職種によって異なるが、訓練期間は数日から最高2年。受講料は無料（国が負担）であり、教科書代などの実費は受講生が負担する。
「受講指示」を受けて雇用保険受給者（離職時において65歳以上の者や、「特例」受給資格者を除く）が受講する場合は受給日数の延長や交通費（通所手当）、日当（受講手当）を支給する。
あくまで職業に就くための訓練であるがゆえ、（障害者訓練についてしばしば問題となる）「介助者の手を借りることなく身の回りのことを行うことができ、かつ、自力通学が可能な者」を対象とし、重度の障害などでおおよそいかなる職業にも就き得ない者に対しては受講斡旋はなされない。

### 社会的弱者雇用に対する助成
国の雇用対策上必要とする施策を推進するため、身体障害者、60歳以上の高齢者などの「就職困難者等」を雇用する事業主や雇い入れ企業に助成金（賃金相当部分の一部補助など）を支給する。近年では社会的経験に乏しい若者（例：フリーター、新卒の内定取り消し者）を正社員化前提に雇用した企業に対する「トライアル雇用助成金」や、母子家庭、一定した住居を持たない求職者（いわゆるホームレスやネットカフェ難民）などに該当する者を一定期間以上雇用した企業に対する「特定求職者雇用開発助成金」、雇用の維持、拡大に努める事業主に対しては「中小企業緊急雇用安定助成金」「実習型雇用支援助成金」などを創設するなど各種助成金の種類は豊富になった。
これらの助成金の手続きは書式、添付資料が異なり、毎年のように制度の見直しに伴う変更が行われ、年度途中で変更されるなど煩雑で、曜日や時間帯によっては窓口が混雑するため、社会保険労務士に依頼するケースも多い。

## 職員

### 身分
ハローワークは厚生労働省の各都道府県労働局の管内に複数設置される出先機関である。職員は国家公務員であり、官職としては「厚生労働事務官」である。

### 定員管理
ハローワークは国の機関であるため、査定官庁である総務省により、定員が管理されている。

#### 定員削減方針による課題
いままで「5年間で5%以上の純減」方針により、ハローワークに対し大幅なマイナス査定を行うことにより定員削減、低賃金で雇用期間に定めのある臨時職員の採用が行われてきたが、2008年10月 - 12月のGDP伸び率（年率換算）がマイナス12.7%になるなど、未曾有の経済危機により企業の受注の減少、解雇、雇い止めなどの離職が発生し、大量の求職者が押しかけている。また、政府の矢継ぎ早の緊急雇用対策により各種企業向けの助成措置が急遽、図られたため、製造業を中心とした企業等による雇用調整助成金（中小企業緊急雇用安定助成金）などの助成金の相談がハローワークに殺到、求職者、企業ともに待ち時間が激増している。その中で2009年度の定員査定は、内閣府（プラス191人）、総務省（プラス243人）、外務省（プラス100人）、財務省（プラス99人）など増員を享受する省庁がある一方、ハローワーク等の地方労働行政職員の定員は前年度比マイナス306人と、2007年度、2008年度に引き続き大量の削減がなされた。
緊急雇用対策があいついで政府から表明され実行されているが、総務省の査定においてプラス査定になっていない。2009年4月6日毎日新聞夕刊では、「ハローワーク　なぜ今？ 職員削減　年度末に大量解雇なのに」と題し、300人の定員削減を「何を考えているのか」と利用者などから批判の声が上がっていると報道された。麻生太郎内閣総理大臣（当時）は、派遣切り相談でハローワークの相談窓口に臨んで雇用政策を重点化を表明しているが、その一方で「地方出先機関は地方に委譲し定員を減らす」と地方委譲で縮小する方向と国会答弁をしている。現状では、雇用情勢の悪化が進み、業務や利用者や待ち時間は激増しているが、ハローワーク定員は「小さな政府」・地方委譲などを理由にマイナス査定の連続となっている。
2010年度のハローワーク等の地方労働行政職員の定員は前年度比マイナス226人、ハローワークでは186人の定数が大幅に削減されることが予定されている。

### 政策との関連

#### 縮小する雇用政策
前項の記述でも触れたが、ハローワークは定員が削減（5年計画で全定員の6%弱）されており年々縮小傾向である。査定官庁の理解が得られず定員が確保できないため、統合・閉鎖、あるいは出張所へ格下げされるハローワークも現に存在する。また、鳥取県では統合・閉鎖されたハローワークの代替として県が運営主体となる「地域職業相談室」（鳥取県ふるさとハローワーク、雇用保険の受給手続き・雇用に関する国の助成金・補助金の申請窓口業務は取り扱わない）を設置し、国（厚生労働省）および地元自治体も運営に協力を行っている。一方、規制緩和による派遣会社の事実上の優遇政策等により民間の規模が拡大したが、昨今の「派遣切り」などの事態は、結局ハローワークや自治体での雇用対策が迫られる結果となり、現にハローワークでは貸付制度などが緊急に実施されている。昨今のワーキングプア、ネットカフェ難民の問題、今の「派遣切り・雇い止め」、さらにそれにより労働者が宿舎を追い出され住む家が無いという事態は、派遣会社・民間紹介会社などの人材関連業種の勢力拡大によって発生したものである。欧米のハローワークと同様の機関における職員1人あたりの労働力人口は日本が職員1人当たり5,500人程度であるのに対し、アメリカ合衆国が2,000人程度・ドイツが600人程度であり、日本の職員数は欧米の半分から9分の1程度である。また、機関1箇所あたりの労働力人口はイギリスが20,000人程度・ドイツが48,000人程度・フランスが36,000人程度に対し日本は113,000人程度であり、機関数は欧米の半分以下の水準に留まっている。

#### 過去の民営化議論
2006年、ハローワーク関連分野では社会保険庁関連業務などと並び、市場化テストが行われた。2007年11月に「2006年市場化テスト評価委員会」から公式な結論が出され、官民対決は国の連戦連勝で最終決着した。
当時、行政改革・民間開放推進会議では八代尚宏民間議員（当時）などを中心に議論開始。ハローワークの株式会社化、独立行政法人化、公設民営化、ハローワーク職員が公務員である必要があるのかなど、経済財政諮問会議等で議論（八代尚宏が安倍内閣では経済財政諮問会議の委員に移ったため、議論場所も移動した）され、最終的には私的諮問機関で厚生労働省と外務省を蚊帳の外にし議論を行ったが、議論の内容は棚上げになりお蔵入りし未公表となった。その理由はマスコミ公表されていない。
2007年7月24日、柳澤伯夫厚生労働大臣（当時）は閣議後の記者会見で関連法の成立後、まず東京都内の渋谷区・墨田区内のハローワークで試験的に民間職業紹介会社の窓口を設置し、官による窓口と併置することを計画、2008年からの開始を目指し、結果次第ではさらに対象となるハローワークを拡大するとしていた。ハローワーク本体の市場化テストは八代尚宏教授など政府に近い学者が、当時の政府の各種委員会で強硬に主張していたことであるが、しかしながらこの実施形態は、当初彼らが想定してきたモデルとはだいぶ異なるものであった。先に他のハローワークで実施された民間企業を含めたテストでは質、コストの面でハローワークが優位に立ったというデータが出ている。また以前足立区で行われたリクルートとハローワークの官民共同窓口試行事業においても、リクルートが意図的に就職困難者をハローワークに誘導するといったアンフェアな手法を用いていたにも関わらず、官の方が就職率が大幅に上であったという結果が出ている。
その中で、2006年市場化テスト評価委員会（座長＝佐藤博樹・東京大学社会科学研究所教授。前述の八代尚宏教授も評価委員会のメンバーである）は2007年11月26日、2006年度に市場化テストモデル事業として実施した求人開拓事業の実績評価を行い、民間実施地域では、開拓求人件数、開拓求人数、充足数のすべてにおいて、国の比較対象地域の結果を大きく下回った。民間実施地域では、それぞれ同地域における平成17年度の国実施時の実績を下回り、開拓求人数1人当たり、充足数1人あたりのコストは国の比較対象地域よりもはるかに高くなっている、と結論づけている。
週刊東洋経済（東洋経済新報社）07年7月14日号によれば、先に行われたハローワーク関連事業でのテストや大手民間企業とハローワークの官民共同窓口によるテストではコストなどの質・量共に官が上回ったとの結果が出ており（民間事業者が不正行為を行ったこともあったと記載されている）、官の連戦連勝である。にもかかわらず当時更なるテストを行おうとしていたことについて、「かえってテスト自体が非効率なのではないか」「税金のムダである」といった評価がされている。また、肝心の民間事業者の関心は薄く、「ハローワークが行うセーフティーネットは国として保障すべきで、官以外ありえない。民間職業紹介事業のビジネスモデルの理解が足らないのでは」「落札価格の叩きあいになるようなスキームは本末転倒」などの冷めた意見が主流であるとの指摘がある。ちなみに2004年時の三和総合研究所の推計によれば、職安におけるコストは就職1件当たり約6万円、都市部は約7〜11万円であり、この時期実施された長期失業者就職支援の一部民間委託による成功報酬は60万円だった。
近年の高失業率の状況において、ハローワークの窓口を担当している職員（公務員）に加えて、補助的業務を中心に従前から配置されていた非常勤職員たる職業相談員を緊急避難的に増員したことについて、実質的には上述の「公設民営化」されているに近い状況ではないかと、首相の諮問機関である規制改革・民間開放推進会議等は主張しているが、この点について財政当局等は失業率低下に伴い、その削減を実施している。

#### 地方委譲に関する議論
2008年頃よりハローワークの地方自治体への委譲に関する議論が地方分権改革推進委員会や全国知事会などで盛んに行われており、現在でも続いている。
2008年12月8日の地方分権改革推進委員会による第二次勧告が出され、その中でハローワークについては、当面労働局の下部機関として存在しつつも、無料職業紹介事業の地方委譲を図り、将来的には人員・組織を削減し地方に委譲する事が勧告されているが、雇用保険制度との不可分性を認め国による職業安定機関の運営を認めつつも、組織の大幅な縮小を求める記述がある。昨今のハローワーク定員削減に影響を与えており、待ち時間が急増する原因のひとつになった。
地方分権改革推進委員会による第二次勧告に対し、自由民主党の雇用・生活調査会は2008年12月12日に行われた会合で、第二次勧告は雇用問題に関する国の責任放棄であり、ILO条約にも明白に違反するとし、組織・人員の拡充など体制の抜本的に強化すべきだとの意見でまとまり、第二次勧告への反対を決議するなど、地方分権改革を推進する立場の政府与党内からも批判が噴出している。
全国知事会のプロジェクトチームは2009年11月19日、ハローワークを含む国の出先機関8府省17機関を独自の事業仕分け（構想日本や政府の事業仕分けと異なり、担当者との議論や、作業の公開はない）を実施することを決めた。広域性や専門性は国が事務を行う理由とせず、出先機関の職員を円滑に自治体へ移す場合の円滑化策を検討するとした。ただ、地方移管の際の事業受け入れ主体を決めるのが難しいという意見も出た。結果は2010年3月にまとめる改革提言に盛り込む予定である（同日各紙）。
2009年末に行われた職業訓練と生活支援の相談を受けるワンストップサービスについて内閣府参与の湯浅誠はワンストップサービスについて否定的な地方自治体が多くワンストップサービスをハローワークで実施できたのは、「全国にあるハローワークが国の行政サービスだったから」と実体験を元に述べている。
2010年7月15日和歌山市内で開催された全国知事会で、国の出先機関改革に関してはまずハローワークの地方移管を要請していくことで一致した。
2009年より、「地域職業相談室（ふるさとハローワーク）」が別途設置されている。ハローワークが国の機関であるのに対し、ふるさとハローワークはハローワークのない地域において地方公共団体からの要請があった場合に、国と都道府県または市町村とが共同で運営するものである。小規模ではあるが機能はハローワークと同等であり、きめ細かい相談に応じている。
地方委譲推進派
地方委譲推進派は主にハローワーク業務委譲に伴う財源委譲を期待する県知事や、道州制を推進する学者、経済団体をはじめとした財界、もともとハローワークの民営化を主張していた日本経済新聞を筆頭とする地方分権という改革イメージを好むマスコミが存在し、いわゆる新自由主義を主張する勢力が多い。
- 職業紹介は地方自治体でも行っているところがあり、国と地方で二重行政を行っている事であり非効率ではないか。
- 地方自治体に委譲することにより、各地方に応じた就労支援、雇用対策ができ地域活性化が図れるのではないか。
- 国の機能は国防・外交・通貨政策に限定すべきであり、失業対策を含めた社会福祉事業は地方の実情を一番良く知る地方が自立して行うべきである。
- 日本ではすでにナショナル・ミニマムが達成されている以上、行政サービスが手薄な地域は無く国の出先機関を全国に展開するのは非効率であり、無駄である。
- 米国では日本のハローワークに該当する公共職業安定機関は州単位で組織されている。
- 2000年の省庁再編以前の制度では、職員の身分は地方事務官制度により国家公務員であったが、指揮監督権は都道府県知事にあり運営も各都道府県が行っていたので、地方移譲は容易である。

地方委譲反対派
地方委譲反対派は連合をはじめとする労働組合や、ハローワークを所管している厚生労働省が該当する。また、本来、地方分権改革推進の立場を取っている自由民主党の一部議員や、経済団体の役員、学者などの中にもハローワークの地方委譲に関しては反対の立場に立つものも多くいる。
- 「国が公務員により運営される全国規模の職業安定機関を組織しなければならない」といったILO条約の要請があり、地方委譲は条約違反ともなりかねない。
- 現在も財政上の理由や行政改革の名目によりハローワークの統廃合、大幅な人員削減が進んでおり、仮に財源・人員とセットで移譲されたとしても財政力の弱い自治体ではさらに統廃合、人員の削減が進み、地方によっては失業者の勤労権が脅かされかねない。
- 英会話学校のNOVAの倒産のような全国規模の会社が倒産したときに、地方がばらばらに対応していたのでは迅速で効果的な雇用対策をとれない。
- 地方自治体の行っている職業紹介はあくまで「地域振興」が主たる目的であり、国で行っている職業紹介は憲法上国民に保障された「勤労権の保障」が目的で行われている。したがって地方分権改革推進委員会や全国知事会が指摘する「二重行政」にはあたらない。また、現在の労働力の移動は都道府県単位、地方単位で完結するようなものではなく、都道府県・地方をまたいで移動が行われており、全国的なネットワークを構築して行う方が効率的である。
- 雇用保険が地方ごとで運営された場合、一部の地域を除いて雇用保険料の料率引き上げが行われるのは必至であり、労使双方の負担が増えてしまう。また、仮に職業紹介業務だけを分離し地方に委譲したとした場合でも、職業紹介と失業保険を分離して失敗した英・仏のように失業給付費の濫給が起こり雇用保険財政が悪化して結局労使双方の負担が増えてしまう恐れがある。
- 地方分権が進んだ場合、大企業が地方政府に撤退をちらつかせて大企業にとって有利な政策を実行させる恐れがあるなどの危惧がある中で、雇用対策の一環である各種雇用指導が大企業に対し着実に行われるか疑問であり、行われない場合高齢者や障害者などの社会的弱者に被害が及ぶ恐れがある。
- 米国の例は連邦制や国土の広さなど含め極めて稀な例であり、連邦制を採用しているドイツでも公共職業安定組織は国によって運営されており、他の先進諸国でも同様である。

## 問題点
海外における危険業務の紹介
2005年3月28日付けの日本共産党の機関紙「しんぶん赤旗」によると、建設関連業者を対象に、長崎市内の会社が戦地イラクで働く日本人を高給で募集する求人票がハローワーク長崎で公開されていた。求人票の表記によると、直接雇用ではなくいわゆる請負業務であり、元請業者の名前は隠されていた。ハローワーク長崎によれば、二人を紹介したものの、同社の申し入れで同年3月10日ごろ求人が取り下げられたという。当時、外務省はイラクについて退避勧告を出していた。

## 民社国連立政権による政策
2009年の第45回衆議院議員総選挙の結果を受けた民主党・社民党・国民新党の連立政権が発足し、内閣総理大臣となった鳩山由紀夫を本部長とする緊急雇用対策本部にて「緊急雇用対策」が打ち出された。その原案中には、2009年11月から一部ハローワークで生活保護や生活資金、住宅資金の融資などの申請までできるようにする、仕事納め後の12月29・30日の開庁などの内容がある。
2009年11月30日には、全国77か所のハローワークで生活保護や生活資金、住宅資金の融資などの申請についての相談（実際の申請については窓口を案内）、多重債務やメンタルヘルスの相談などを行うワンストップ・サービスが1日限定で試行された。試行の結果により、年末年始の実施や定例化が検討されるという。

## 事件

### 労働者らによる抗議
職業安定所ができた当時は、仕事にあぶれた労働者により騒乱状態になることも珍しくなかった。1950年（昭和25年）3月3日には八王子職業安定所で労働者が座り込みを行い68人が検挙されたことを皮切りに五反田や王子でも同様の座り込みが発生。同年9月5日には、渋谷職業安定所の前で約200人が気勢を上げたことから警視庁予備隊が出動したほか、新宿職業安定所では約800人が騒ぎ、一部は出動した淀橋警察署署員と乱闘状態となった。労働者側が5人、警察官5人が負傷。8人を逮捕した。また、同年12月11日には、新宿職業安定所に労働者ら2,600名が押しかけて紹介開始時間の繰り上げを要求。200人が敷地内に乱入して窓ガラスを割るなどの破壊行為を行った。

### 職歴情報漏洩事件
ハローワークの雇用保険相談員による職歴情報漏洩事件で、国家公務員法（守秘義務）違反の疑いで逮捕された。警察は、雇用保険相談員が雇用保険から職歴情報を漏らす見返りに調査会社側から現金を受け取っていた受託収賄罪の容疑でも逮捕した。雇用保険の端末から男女3人の職歴情報を引き出し、漏洩した疑いで、依頼した側も逮捕された。職歴情報を扱うビジネスを始め、職歴情報を専門に扱う会社を設立していた。国家公務員法により懲戒免職になる。

## その他
東京都小笠原村では国土交通省の特別の機関である小笠原総合事務所が公共職業安定所の業務を行っている。